# Pogonocherus pesarinii
Pogonocherus pesarinii là một loài bọ cánh cứng trong họ Cerambycidae.